# Вестербрун
59°19′28″ пн. ш. 18°01′38″ сх. д. / 59.32444444° пн. ш. 18.02722222° сх. д.
Вестербрун (швед. Västerbron_ по-шведськи, «Західний міст») — арковий міст у центрі Стокгольма, столиці Швеції. 
Його загальна довжина перевищує 600 м, з яких 340 м тягнеться над водою. 
Це один з головних мостів Стокгольма, з якого відкривається один із найпанорамніших видів на центральну частину міста з центром на Гамла-Стан, старе місто. Його відкриття 20 листопада 1935 року зробило його другим стаціонарним сполученням між південною і північною частинами міста, позбавивши жителів необхідності переправлятися на поромі.

## Секції
Вестербрун складається з трьох частин:
- Вестербрун через Ріддарфіарден — з двома прольотами над Ріддарфіарден.
- Вестербрун через Польсундет - простий арочний міст, що простягся через протоку Польсундет[sv].
- Вестербрун через Роламбсгов — віадук, що тягнеться від перехрестя Вестербруплан[en] над парком Роламбсговс[en] до вулиці Дроттнінгсголмс біля площі Фрідгемсплан[en].[1]

### Вестербрун через Ріддарфіарден
Це секція, або «власне Вестербрун», складається з двох арок завдовжки трохи більше 600 м, має віадуки з кожного боку. 
Південна арка біля Лонггольмен має проліт 204 м і, простягаючись над судноплавним проходом під нею, має вертикальний просвіт 26 м. 
Північна арка менше, проліт 168 м. 
Ширина цієї секції — 24 м, з проїжджою частиною шириною 19 м і тротуаром завширшки 2,5 м.

### Вестербрун через Польсундет
Раніше відомий як Польсундсбрун, ця секція завдовжки 276 м, утворює південну арку, що прямує над протокою Польсундет від району Седермальм до острова Лонггольмен. 
Секція була побудована одночасно з Вестербрун над Ріддарфіарденом і утворює з ним безперервну конструкцію, причому обидва мости мають однакову ширину і повністю виготовлені зі сталі. 
Це був перший великий міст у Швеції зі звареною сталевою надбудовою.

Два набагато менші мости дозволяють машинам і пішоходам дістатися Лонггольмена, де колишня тюремна зона була перетворена на популярну зону відпочинку. 
Простір під мостом влітку використовується для припаркованих трейлерів, а взимку є мариною для човнів.

### Вестербрун через Роламбсговський парк
Ця секція завдовжки 243 м із заходу на схід над Роламбсговським парком від кільцевої розв'язки Вестербруплан до вулиці Дроттнінгсголмс, є основним транспортним маршрутом, що веде до західних передмість. 
Спочатку ця дистанція була задумана як набережна, що розділяє парк надвоє, з невеликим мостом, що прямує над парком. 
Через погану несучу здатність ґрунту плани насипів були замінені нинішньою бетонною конструкцією — безбалковою плитою на колонах.